# Lê Sùng
Lê Sùng (1485 - 13 tháng 11 năm 1509) là một hoàng tôn, vương gia dưới triều đại nhà Hậu Lê trong lịch sử Việt Nam. Ông là con trưởng của hoàng tử Lê Tân, cháu nội Lê Thánh Tông, anh của vị vua Lê Tương Dực và là cha của hai vị vua liên tiếp Lê Chiêu Tông và Lê Cung Hoàng. Sinh thời, ông được phong tước Cẩm Giang Vương; sau khi qua đời, con trai ông là Lê Chiêu Tông, lúc ấy đã lên ngôi đã truy tôn ông là "Minh Tông Triết Hoàng Đế", nên ông còn được giới sử gia gọi là Lê Minh Tông.

## Tiểu sử
Lê Sùng nguyên là thế tử của Kiến Vương Lê Tân và Trịnh Thị Tuyên. Ông sinh năm1485 (năm Hồng Đức thứ 15 đời Lê Thánh Tông), được chính ông nội ban kiếm ấn phong tước hầu, sau đó được chính bác là Lê Hiến Tông thăng tước công. Em trai ruột là Lê Tương Dực truy phong làm Cẩm Giang vương và Trang Định đại vương. Cuối cùng, ông được truy tôn là Minh Tông Triết hoàng đế. 
Năm 1505, bà Trịnh Thị Loan được tuyển làm phi cho ông, thấy người này rất xinh đẹp nên ông đã tuyển làm phi và sinh hạ cho ông hai vị vua là Lê Chiêu Tông (năm 1506) và Lê Cung Hoàng (năm 1507). Năm 1502, cha ông là Kiến Vương Lê Tân mất, ông cùng với các huynh đệ của ông đều rất buồn.

## Bị anh họLê Uy Mụcgiết
Năm 1505, Lê Hiến Tông (bác của ông) mất. Người con thứ ba của Hiến Tông là Lê Thuần lên ngôi, tức vua Lê Túc Tông, nhưng Túc Tông chỉ trị vì được 6 tháng thì qua đời khi mới chỉ có 17 tuổi. Người anh Túc Tông là Lê Uy Mục lên kế vị. Uy Mục bắt đầu lao vào ăn chơi, hoang dâm, rượu chè, lại còn giết luôn cả tổ mẫu và các tôn thất nhà Hậu Lê. Ngày 13 tháng 11 năm 1509, do Giản Tu Công Lê Oanh (con trai thứ 2 của Kiến vương) phản công lật đổ Lê Uy Mục nên Uy Mục đã giết hại thân mẫu cùng với huynh đệ của Lê Sùng, khi ấy ông chỉ mới 25 tuổi. Khi Giản Tu công biết tin, lòng ông cũng rất căm phẫn nên đã sai người mai táng cho Lê Sùng, cùng mẫu thân và huynh đệ ông, Sau này, Lê Oanh, em ông dùng tên ông lấy danh nghĩa để lật đổ Uy Mục. 

## Truy tôn
Về sau Lê Tương Dực (em trai ông) đã truy phong tước cho ông là Trang Định Đại Vương.
Năm 1517, con trưởng là Lê Chiêu Tông lên kế vị ngai vàng, truy tôn ông là Minh Tông Triết hoàng đế.

## Gia quyến
- Tổ phụ: Lê Thánh Tông
- Tổ mẫu: Nhu Huy hoàng hậu

- Thân phụ: Lê Tân
- Thân mẫu: Trịnh Thị Tuyên
- Anh chị em:
- Giản Tu Công Lê Trừu, sau này là vua Lê Tương Dực
- Mục Ý Vương Lê Doanh, cha của hoàng đế khôn chính thống Lê Quang Trị
- Dực Cung Vương Lê Quyên, Con út của Kiến Vương Tân

### Thê Thiếp:
| STT | Danh hiệu           | Tên            | Sinh mất | Cha | Ghi chú                                                        |
| --- | ------------------- | -------------- | -------- | --- | -------------------------------------------------------------- |
| 1   | Cẩm Giang Vương Phi | Trịnh Thị Loan |          |     | Bà sinh hạ 2 người con trai là Lê Chiêu Tông và Lê Cung Hoàng. |

### Hậu duệ:
| STT | Danh hiệu     | Tên     | Sinh mất  | Cha                                | Ghi chú                                               |
| --- | ------------- | ------- | --------- | ---------------------------------- | ----------------------------------------------------- |
| 1   | Lê Chiêu Tông | Lê Y    | 1506-1527 | Cẩm Giang Vương Phi Trịnh Thị Loan | Có con là Lê Trang Tông nhà lê trung hưng (1515-1548) |
| 2   | Lê Cung Hoàng | Lê Xuân | 1507-1527 | Cẩm Giang Vương Phi Trịnh Thị Loan | Có con là Lê Quy Nghi                                 |